# Nicolosi
Nicolosi (Niculosi in siciliano) è un comune italiano di 7 688 abitanti della città metropolitana di Catania in Sicilia.

## Geografia fisica

### Territorio
(Johann Wolfgang von Goethe, Viaggio in Italia)
Il paese sorge alle pendici dell'Etna, a sud del Vulcano attivo più alto d'Europa, tra vari coni piroclastici, i più importanti dei quali sono i Monti Rossi e la collina di Mompileri. Il territorio comunale si estende fino alla sommità dell'edificio vulcanico. Ospita la sede del Parco dell'Etna.
Per la sua strategica e baricentrica posizione tra il mare ed il vulcano, Nicolosi rappresenta storicamente la "porta dell'Etna" e così viene spesso anche identificato.

### Clima
L'altitudine influenza il clima della cittadina. L'estate è molto più temperata e fresca rispetto alla costa ionica catanese, l'inverno è più rigido e nevica in media un paio di volte all'anno.

## Storia

### Origini
Deve probabilmente (non è possibile accertarlo in modo assoluto perché non ci è stata tramandata nessuna documentazione certa in proposito) il suo nome al monastero benedettino di San Nicolò, situato nel suo territorio fin dal 1359. 

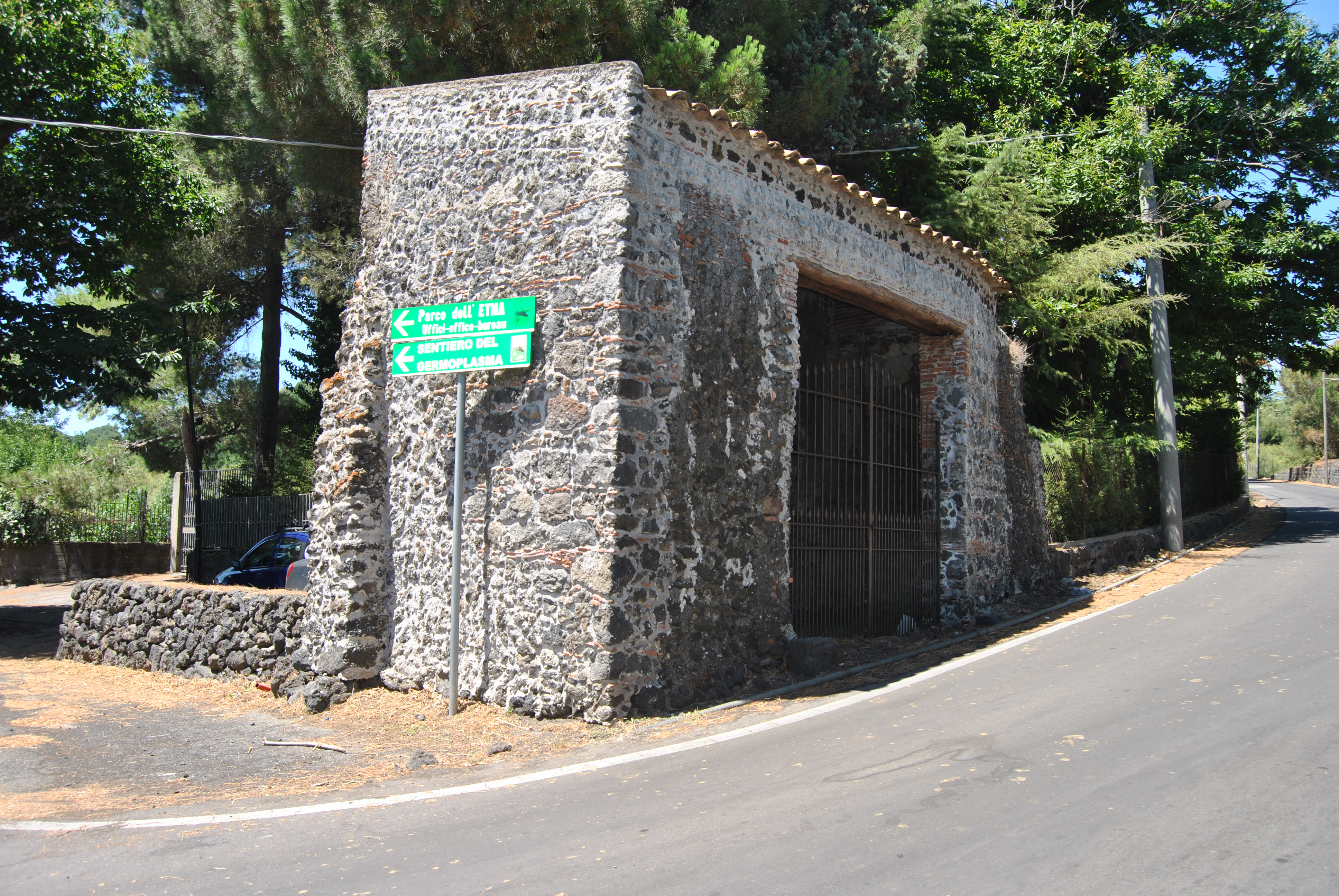
Ingresso ex Monastero San Nicolò l'Arena, 2011

Il luogo scelto fu quello dove era già esistente dal XII secolo un ospizio (hospitalem) per i monaci infermi, che aveva ospitato nel 1341 la regina Eleonora d'Angiò che ivi spirò il 9 agosto di quell'anno.
Per tutto il periodo che precedette la conquista normanna (1061-1091), il territorio su cui in seguito sarebbe sorto il paese era occupato da boschi.
Ruggero I, conquistata la Sicilia dopo averne tolto il dominio agli Arabi, divise il territorio in feudi, che affidò in custodia sia ai soldati, che lo avevano sostenuto nell'impresa, sia alla Chiesa e in modo particolare all'Ordine dei Benedettini. In questo modo egli e i suoi successori poterono sfruttare con l'agricoltura il territorio e, nello stesso tempo, poterono controllare l'economia di tutta l'isola.
Nel 1092 la città di Catania e i territori etnei furono affidati all'abate bretone Angerio da Sant'Eufemia.
La parte del territorio etneo, su cui doveva in seguito sorgere e svilupparsi Nicolosi, fu affidata (non se ne conosce la data esatta) alla custodia e alla baronia di un certo Letho.
Le pendici dell'Etna cominciarono a popolarsi di tanti monasteri, come quello di Santa Maria la Scala, di Santa Maria di Novaluce, di San Leone di Pannacchio, di Santa Maria di Licodia e di Santa Maria di Maniace.
Il monastero di San Leone fu il primo, fra questi, ad essere costruito nel 1136 per volontà di Enrico del Vasto, conte di Policastro e principe di Paternò.
Egli aveva sposato la figlia di Ruggero I, Flandina d'Altavilla, che gli portò in dote il feudo di Paternò.
Nel 1156, mentre era re di Sicilia Guglielmo il Malo (1154-1166), il figlio del conte Enrico, Simone di Policastro, stabilì che il territorio affidato alla baronia del Lheto, passasse sotto la custodia del monastero di San Leone.
Nel 1205 il monastero venne unito a quello di Santa Maria di Licodia, il quale, anche se era stato costruito nel 1143, era diventato sede abbaziale.
Questa situazione rimase tale fino al 25 luglio del 1359, quando - siamo ormai sotto la dominazione spagnola - Marziale, vescovo di Catania, con un documento denominato "Privilegio di Marziale" stabilì ciò che era stata volontà di Federico II d'Aragona e cioè che, presso la sede dell'Hospitalem di San Nicolò, si costruisse un vero e proprio monastero, dipendente anch'esso, come quello di San Leone, da Santa Maria di Licodia.
Benché già prima di tale data attorno all'ospizio si fossero insediate famiglie di pastori e di contadini, esse non costituivano ancora un vero casale.
Dopo la sua costruzione, il monastero divenne a poco a poco prospero, ricco e importante così da superare quello da cui dipendeva e da diventare esso stesso sede abbaziale. Con questa trasformazione si rese necessaria una concentrazione stabile di personale. Le prime case si svilupparono quindi attorno al monastero: il borgo si divideva in tre quartieri; il meridionale denominato la Guardia, il settentrionale o del Piano e il centrale o della Chiesa.

### Dal XV al XVIII secolo
Grazie al prestigio dei monaci benedettini, nonostante le frequenti traversie legate alla vicinanza del vulcano che frequentemente minacciava e devastava il paese con eruzioni e terremoti, sono documentate visite di personaggi illustri come la regina Eleonora (1358-1382) moglie di Federico II di Aragona ed in seguito della regina Bianca di Navarra che nel monastero lungamente soggiornò. Pare che proprio la presenza a Nicolosi della regina Bianca, nel frattempo diventata reggente vicaria del Regno di Sicilia, contribuì a tenere la popolazione unita nel corso della distruttiva eruzione del 1408.
Nel 1447 il borgo di Nicolosi fu infeudato dal principe di Paternò che lo amministrava per mezzo dei suoi procuratori residenti a Malpasso. Più tardi gli abitanti ottennero dal principe di avere un'amministrazione propria, pur restando dipendenti da Malpasso per gli affari di giustizia ed altro.

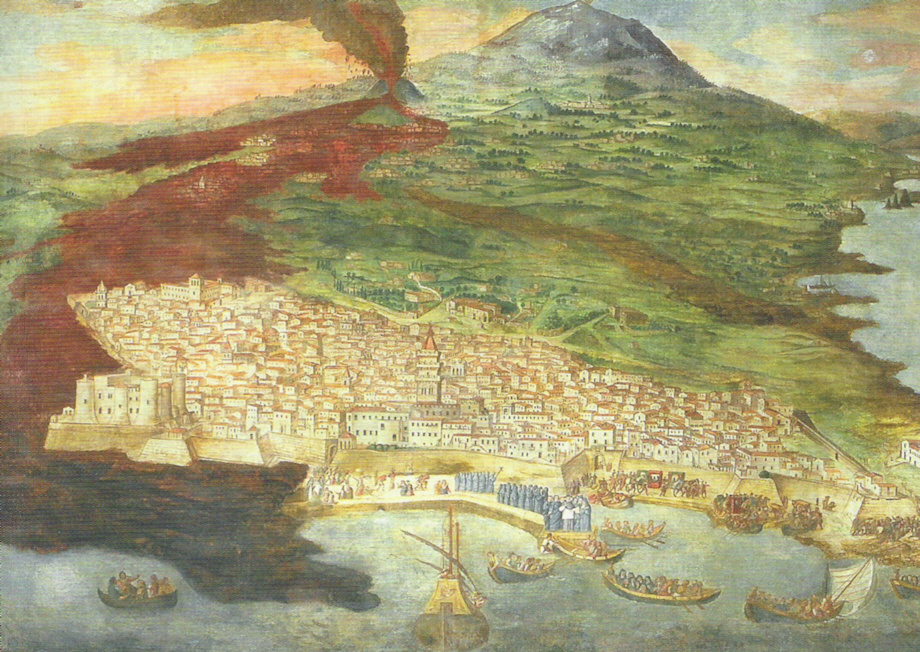
Eruzione dell'Etna del 1669

Nel marzo 1536 scoppiò una violenta eruzione vulcanica che distrusse parte delle campagne di Nicolosi e di Mompilieri. La lava seppellì il monastero di San Leone e le fertilissime terre vicine. Del monastero oggi non è rimasto altro che il ricordo del nome, tramandatosi nel tempo, e che fa chiamare quelle contrade terre di Santu Liu.
Anche il monastero di San Nicolò fu danneggiato. La lava toccò la cisterna a quattro bocche, che serviva nei periodi di siccità e parte del caseggiato.
I monaci per ricordare l'evento affissero una lapide, sulla quale si legge: Ai 20 di marzo exit lo foco di la Muntagna.
Appena un anno dopo, l'11 maggio del 1537, vi fu un'altra disastrosa eruzione.
Le eruzioni del 1536 e del 1537 ed il successivo terremoto del 1542, oltre che continui attacchi di briganti, spinsero i monaci di San Nicolò ad abbandonare il monastero. Nel 1558 ottennero dai loro superiori di Montecassino il permesso di costruire un loro monastero a Catania e quello di Nicolosi fu abbandonato.
Nel 1601 Nicolosi ottenne comunque la dignità sacramentale e quindi l'autonomia nella sfera spirituale da Mompilieri. Gli abitanti nel frattempo avevano ricostruito l'abitato in una zona più bassa, dove fu anche edificata la prima chiesa madre dedicata all'Immacolata, che fu successivamente sepolta dalle sabbie eruttive dell'eruzione dell'Etna del 1669 ed oggi si trova sotto gli edifici all'incrocio tra via Martiri d'Ungheria e via Catania.

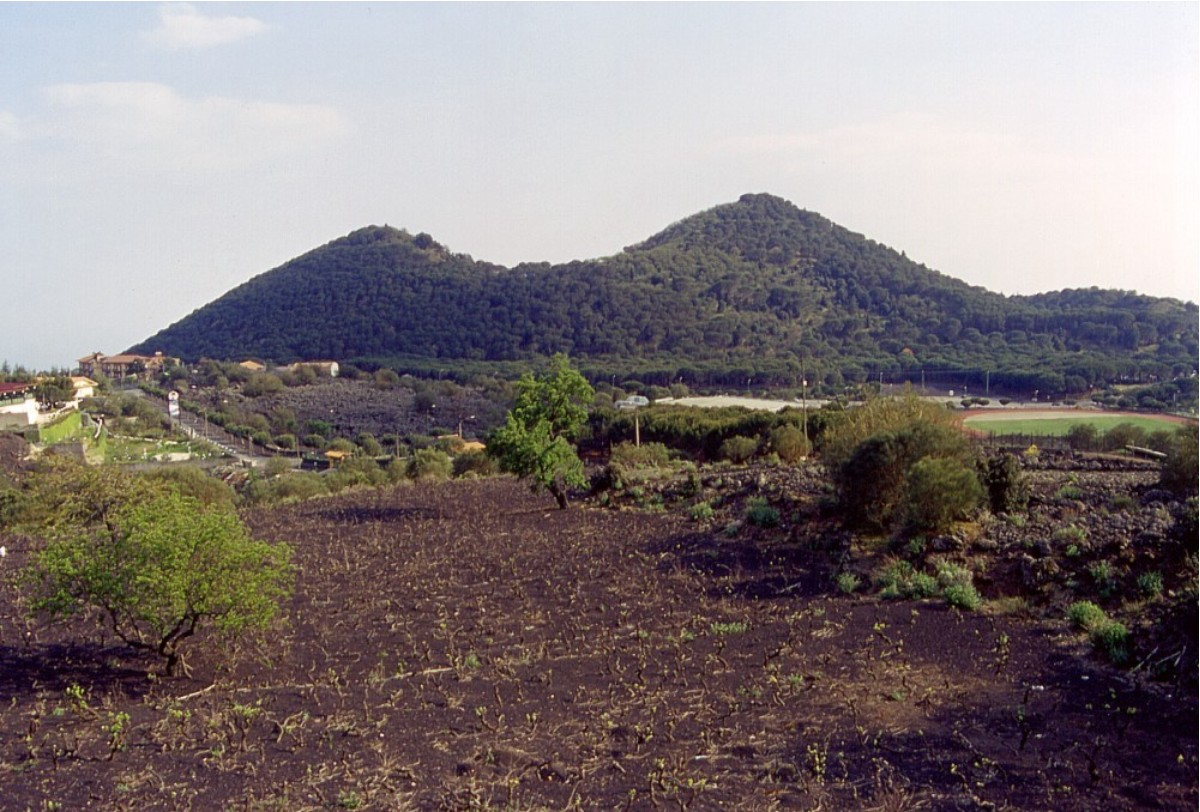
I Monti Rossi oggi

L'eruzione, una delle più disastrose che le genti dell'Etna ricordino, ebbe inizio l'8 marzo con terremoti continui, prima lievi poi via via sempre più forti. La zona sismica interessava il territorio di Nicolosi, Pedara, Trecastagni, Malpasso. I nicolositi preferirono rimanere all'aperto nella zona chiamata "Falliche" ad ovest del paese. Entro la giornata del 13 marzo era già stata distrutta Mompilieri e raggiunto il territorio di Mascalucia mentre sulla fenditura i piroclasti, anche di grandi dimensioni, avevano costruito l'impalcatura dei coni gemelli detti dagli abitanti "Monti della ruina" e in seguito chiamati Monti Rossi. L'eruzione cessò l'11 luglio 1669 dopo avere di fatto cancellato il paese; a nord ovest dei Monti Rossi si formò la Grotta delle Palombe, scoperta da Mario Gemmellaro nel 1823.

Poiché la popolazione locale rifiutava strenuamente il trasferimento nel nuovo centro di Fenicia Moncada assieme agli abitanti della vicina Malpasso, oggi Belpasso, la caparbietà dei nicolositi fu premiata con l'ottenimento dal principe di Campofranco (vicario del re spagnolo) del permesso di ricostruire il paese sul sito originario intorno al 1670-1680 e nel 1676 veniva accordata l'autonomia amministrativa mentre nel 1681, con 844 abitanti, Nicolosi poteva finalmente costituirsi in comunità autonoma. Fu quindi rapidamente sistemata, con licenza del vescovo Bonadies, la Chiesetta della Madonna delle Grazie, l'unica a non aver subito danni, e qui furono portati, il 18 agosto 1671 i Sacramenti della chiesa matrice (sotto il titolo dello Spirito Santo) della quale erano rimasti in piedi pochi muri. 

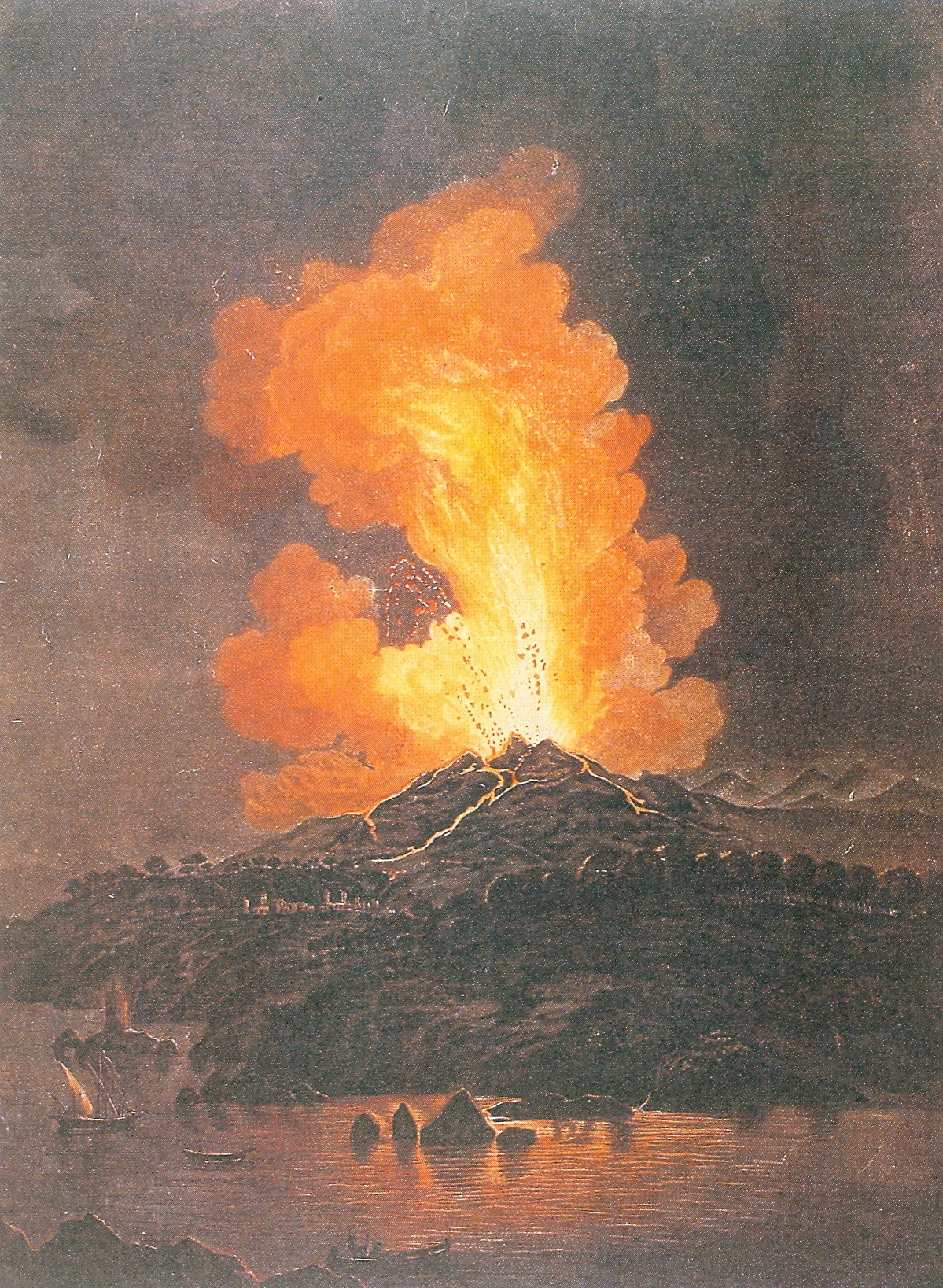
Eruzione dell'Etna del 1766

Sia la chiesa madre che quella delle Anime del Purgatorio furono ricostruite nello stesso luogo e con parte del materiale precedente, mentre alla prima metà del '700 risale la costruzione della Chiesa di S. Maria delle Grazie, di quella della Madonna del Carmelo nonché di quella di San Giuseppe. Solo nel XIX secolo vennero edificate le chiese di S. Francesco di Paola, e la cappella dei ss. Cosma e Damiano. Si costruisce anche un collegio femminile ("collegio pel bel sesso, sotto il titolo di S.M. della Grazia").
L'Etna intanto il 26 aprile 1766 con un'altra eruzione, responsabile della formazione dell'apparato eruttivo dei Monti Calcarazzi, minacciò da vicino il paese, con danni ingenti al patrimonio boschivo. Cessato il pericolo, gli abitanti eressero i Tre altarelli. Sotto le tre arcate erano dipinte le immagini della Madonna delle Grazie, di S. Antonio di Padova e di S. Antonio Abate protettori del paese.

### Dal XIX secolo ai giorni nostri

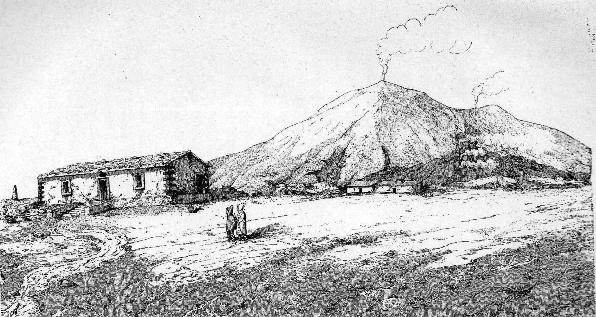
La "Casa Inglese o "Casa di Gemmellaro", 1910

Nel 1812 il Regno di Sicilia dichiarò decaduto il regime feudale. Iniziava un secolo di grandi innovazioni anche per Nicolosi.
Mario Gemmellaro, uno dei figli più illustri della piccola comunità, promosse ad inizio secolo una serie di opere pubbliche (nuove vie campestri, piazze, cisterne e l'installazione di un sistema di parafulmini sulle cime montuose che circondano la cittadina) e l'istruzione, introducendo nel 1821 le scuole lancasteriane prima che fossero istituite a Catania. Con la costruzione ad oltre 2.900 m di quota sull'Etna della "Casa degli Inglesi" (o di Gemmellaro) apriva e tracciava la strada per le future osservazioni sistematiche dell'Etna.
In epoca fascista si riprese seriamente il progetto della strada per l'Etna. Questo era stato approvato da Ferdinando II già nel 1837, accordando che la strada portasse il suo nome, Ferdinanda o Ferdinandea, ma avrebbe atteso quasi cento anni per essere nuovamente riconsiderato.
Nel 1929 l'Amministrazione provinciale con a capo l'Avv. V. Lo Giudice decise la costruzione e studiò, in brevissimo tempo, i modi ed i mezzi per realizzarla. I lavori iniziarono il 29 settembre 1931. Poiché la strada aveva inizio a quota 698 e terminava a quota 1880, il dislivello da superare era notevole: inizio in proseguimento del rettifilo terminale della provinciale CATANIA-MASCALUCIA-NICOLOSI (cioè la vecchia via Ferdinandea), passaggio ai piedi dei Monti Rossi e del Monte Rinazzi, snodo sulle pendici di Monte Sona e di Monte Manfrè e, con ampie curve e controcurve, su per il ripido fianco del grande Vulcano fino a giungere alla Cantoniera dell'Etna (oggi quasi a quota 1980) dalla quale si gode la magnifica visione di oltre un quarto della Sicilia e della punta dello Stivale. La costruzione durò formalmente tre anni. L'opera fu giudicata di tale livello tecnico, da meritare di essere inaugurata da re Vittorio Emanuele III che, uscendo da Via Etnea a bordo di una vettura scoperta, si recò il 21 ottobre 1935 fino alla Casa Cantoniera, per solennizzarne l'apertura e, nel contempo, inaugurare anche l'antico rifugio alpino ristrutturato per l'occasione. Oggi la via Ferdinandea costituisce il tronco principale della S.P. 92 che raggiunta la stazione di Etna Sud-Nicolosi Nord continua il suo tracciato scendendo poi in direzione di Zafferana Etnea.
Il taglio dell'asse dell'odierna Via Etnea determinò negli anni trenta del secolo una rotazione nello sviluppo del paese e costituì una fondamentale svolta sia dal punto di vista urbanistico che economico. La via, ardentemente voluta da don Alvaro Paternò Castello, principe di Manganelli, Intendente della Val di Catania, fu dallo stesso progettata ed articolata in cinque tratti: il primo portava dal quartiere della Barriera del Bosco di Catania fino a Gravina di Catania il secondo da Gravina a Mascalucia, il terzo da Mascalucia a S. Rocco, il quarto da S. Rocco a Massannunziata ed il quinto da Massannunziata a Nicolosi.
Speranza del principe di Manganelli era quella di prolungare la via ben oltre Nicolosi, fino all'Etna e precisamente alla Grotta del Monte Colombaro o Grotta degli Inglesi, con lungimirante volontà di dare un vigoroso impulso dal punto di vista turistico:
(Discorso di Don Alvaro Paternò Castello nel 1836, all'apertura del Consiglio Generale del Vallo di Catania)
Una lapide commemorativa, ancora oggi affissa su uno dei due obelischi posti alla partenza della strada presso Barriera del Bosco, ricorda i lavori di realizzazione nel 1835. Una lapide simile doveva essere apposta su un monumento piramidale che segnasse la fine della strada stessa, all'ingresso del villaggio di Nicolosi presso il cimitero, ma a causa di problemi strutturali non risolti, furti e per gli alti costi, questo non fu mai realizzato ed oggi resta solo un cumulo di pietra lavica e la lapide quasi illeggibile per l'incuria.
Nonostante l'Etna terrorizzasse gli abitanti di tanto in tanto con scosse di terremoto più o meno lievi, dopo l'eruzione del 1766 poche altre eruzioni avevano minacciato molto da vicino il paese ed anche questo aveva contribuito ad un generale miglioramento economico.

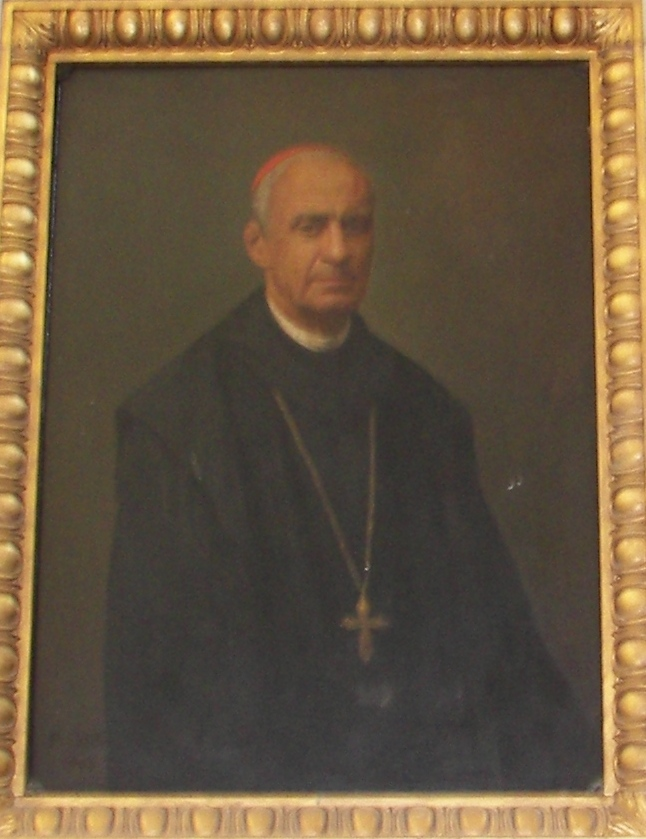
Cardinale G.B. Dusmet

Quando, il 17 marzo 1861 Nicolosi divenne comune del Regno d'Italia poteva finalmente definirsi "grosso villaggio". Sicuramente vi erano due alberghi, come riferisce J.J.E. Reclus in La Sicilia e l'eruzione dell'Etna nel 1865, divenuti in seguito tre ed apprezzati per la pulizia e per le comodità che vi si trovavano.
Nel 1886 il paese venne nuovamente minacciato da una colata lavica. Fu ordinato anche lo sgombero del paese, ma il braccio di lava si fermò a soli 100 m dalle prime costruzioni, e il 13 giugno (giorno del S. Patrono del paese, S. Antonio di Padova e della Pentecoste) gli abitanti ritornarono alle loro case. L'anno dopo venne restaurata la chiesa madre, distrutta dai terremoti. Come ringraziamento venne costruita la Cappella di Sant'Agata che ricorda il luogo in cui il beato cardinale G. B. Dusmet il 24 maggio aveva portato in processione il velo della patrona di Catania esortandola a salvare il paese e, benché la colata fosse in un tratto in discesa, il magma lavico si era arrestato immediatamente. Tra i testimoni dell'evento, il poeta catanese Giovanni Verga che poco dopo diede alle stampe la novella "L'agonia di un villaggio", ambientata proprio a Nicolosi durante l'eruzione.
Negli anni trenta del Novecento il paese ricevette un importante slancio turistico con l'inaugurazione della Via Ferdinandea che ne fa di fatto la Porta dell'Etna.
Agli anni cinquanta risale l'opera forse più importante: arrivava l'acqua potabile direttamente nelle case.

Stemma di Nicolosi

Gli ultimi decenni hanno visto una radicale trasformazione del paese che a poco a poco ha cambiato fisionomia; a ciò ha contribuito la realizzazione di opere nuove: l'operazione di sostituzione edilizia dei vecchi con nuovi fabbricati ed il processo di riempimento degli spazi non ancora edificati.
Dall'immediato dopoguerra, inoltre, i pendii sud-orientali dell'Etna sono diventati meta di villeggiatura estiva della popolazione catanese, che vi ha costruito le seconde case dalle linee architettoniche moderne e dai colori vivaci che mal si inseriscono nel paesaggio naturale ed agrario della montagna.
Durante i 131 giorni dell'eruzione dell'Etna del 1983 la stazione turistica di Nicolosi a quota 1910 m sul vulcano, venne pesantemente danneggiata dalle colate che con varie sovrapposizioni distrussero la funivia dell'Etna, impianti sportivi, vari ristoranti ed attività commerciali oltre che lunghi tratti della S.P. 92 per l'Etna nel tratto tra il paese ed il Rifugio Sapienza. Il centro stesso fu minacciato dal fronte lavico arrivato sotto quota 1100 m tra Monte San Leo e Monte Rinazzi. Nota anche per il primo tentativo al mondo di deviazione per mezzo di esplosivo della colata, questa produsse circa 100 milioni di metri cubi di materiale lavico.
Lo stretto legame tra il paese ed il vulcano che lo domina spiega il motto che troviamo contornato da ramoscelli di ginestra, il primo fiore della lava, sullo stemma ed il gonfalone municipale comunale: "SUBRIDENS OCELLUS CIVITAS FERVIDO MONTIS IGNE FACTA" (cittadina resa dal fervido fuoco del monte una gemma splendente).

## Monumenti e luoghi d'interesse
- Monastero di San Nicolò l'Arena, restaurato recentemente, dal marzo del 2005 è sede dell'Ente Parco dell'Etna.
- Chiesa madre; intitolata allo Spirito Santo è la chiesa principale della città.
- Chiesa S. Maria delle Grazie.
- Chiesa del Carmelo: La Chiesa della Madonna del Carmelo  (o Chiesa della Madonna del Carmine) è una Chiesa ubicata nella parte antica del paese e si innalza al culmine di una bella scalinata. Edificata nel 1724, venne intitolata alla Madonna del Carmelo
- Chiesa di S. Giuseppe; secondo alcune fonti, che considerano gli aspetti delle linee strutturali simili alla chiesa madre, l'architetto potrebbe essere il Vaccarini o un suo allievo, uno dei tanti che operarono a Catania dopo l'eruzione del 1669 ed il terremoto del 1693. È certo comunque che le maestranze locali vollero nella Chiesa riproporre povertà, semplicità e luminosità, usando materiali poco pregiati ed infatti solo successivamente fu modificata la struttura interna grazie a donazioni dei devoti. Al suo interno si possono ammirare diverse tele risalenti alla fine del 1700 ed alcuni arredi sacri provenienti dal Monastero di S. Nicola.
- Chiesa Anime del Purgatorio
- Chiesa San Francesco

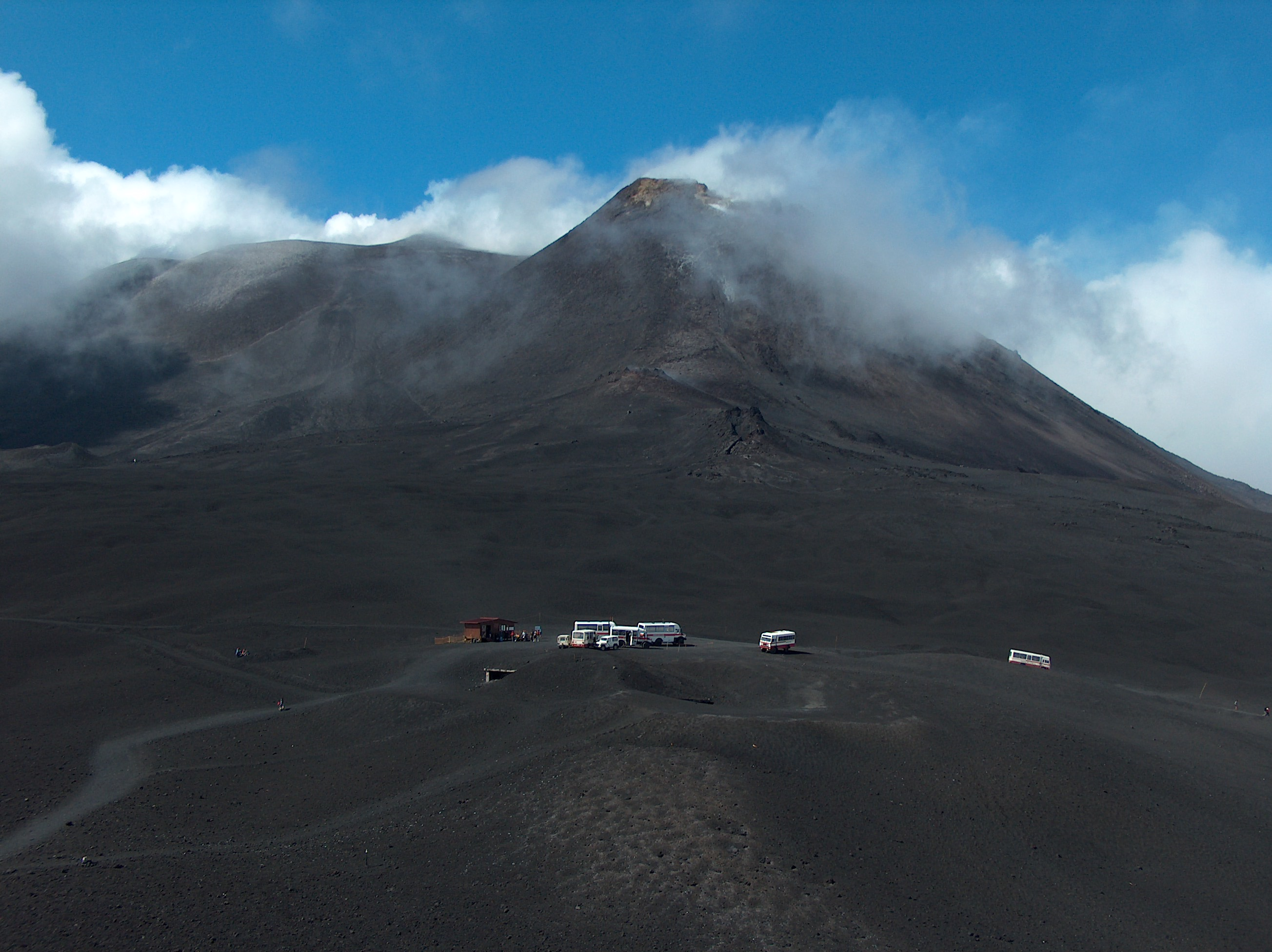
La cima dell'Etna, in basso i resti di un rifugio ricoperto dalla colata del 2002.

- Museo della civiltà contadina; dedicato alle arti, usi e costumi degli abitanti appartenenti alla civiltà contadina del luogo. È possibile ammirare gli ambienti in cui si svolgevano le attività contadine. Il museo offre testimonianze del lavoro e della vita nelle campagne siciliane tra Ottocento e Novecento.
- Etna; Nicolosi è una tappa quasi obbligata per tutti i turisti che vogliano raggiungere e visitare l'Etna, il più grande ed attivo vulcano d'Europa. Sono presenti piste da sci per gli sport invernali, una funivia panoramica fino a quota 2500 m ed è possibile arrivare fino alla bocca del cratere vulcanico, accompagnati dalle guide autorizzate. Con una cabinovia, 1 seggiovia, 3 skilift fino alla quota di 2.505 metri s.l.m. Nicolosi vanta la stazione sciistica più a sud d'Italia.
- I Tre Altarelli
- Altarino Sant'Agata
- Altarino S. Antonio Abate alla Sciara
- Monastero Benedettino G. B. Dusmet
- Monumento a Goethe
- Piazza Cisterna
- Museo vulcanologico dell'Etna
- Sentiero della Regina (Eleonora D'Angiò) - percorso sito tra gli alberi e le rocce vulcaniche di circa 2,5 km con una pendenza massima di 52m che si snoda dall'antico monastero al moderno monastero benedettino "G. B. Dusmet" situato in prossimità dei Monti Rossi. Il sentiero mostra una parte dell'antica strada che Eleonora D'Angiò, regina di Trinacria, percorreva dalla sua residenza estiva di Malpasso (oggi Belpasso) fino al vecchio monastero dove soggiornava e pregava insieme ai monaci benedettini.
- Pineta di Nicolosi
- Monti Rossi
- Funivia dell'Etna
- Crateri Silvestri del Monte Etna

## Società

### Evoluzione demografica

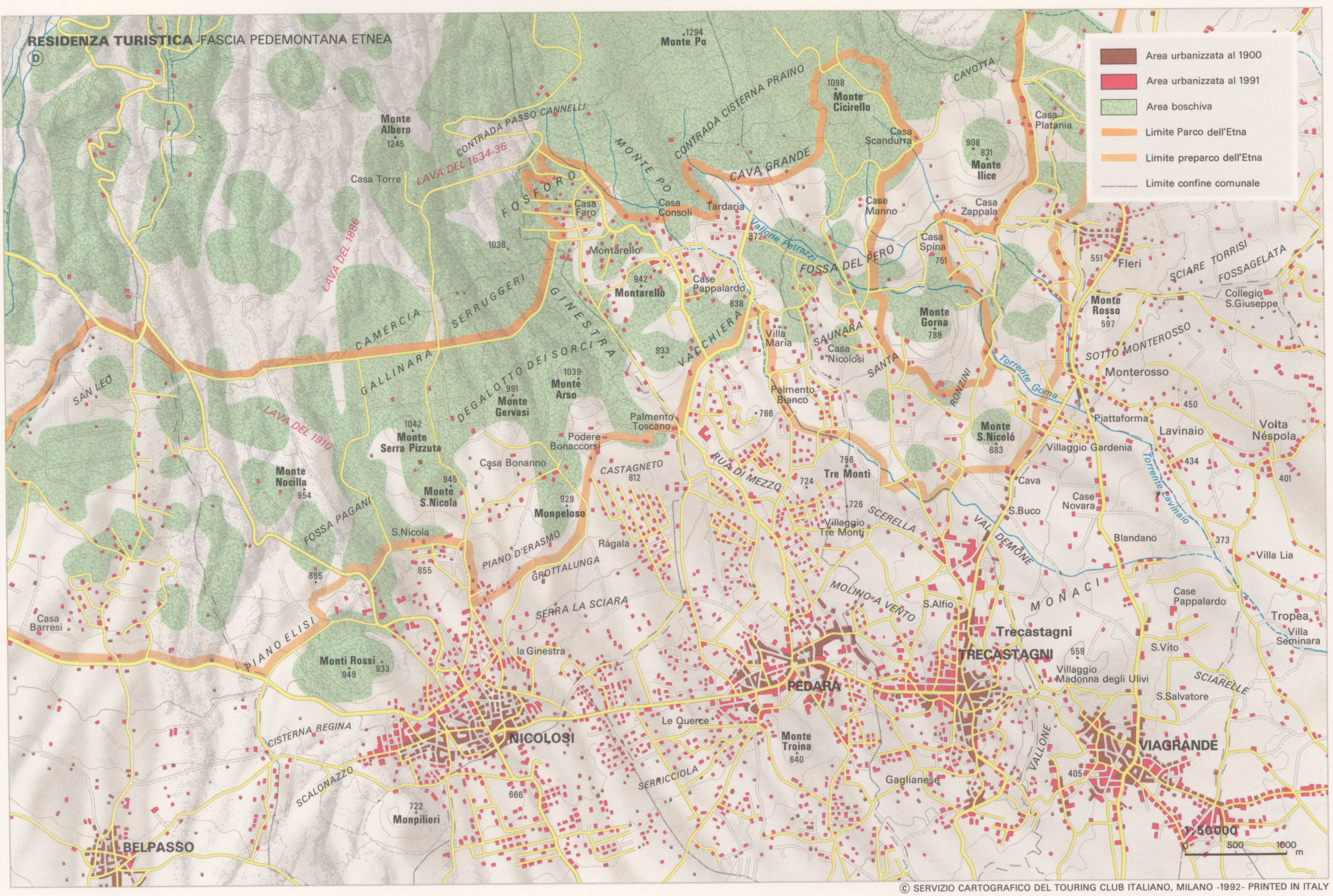
Evoluzione della fascia pedemontana etnea

Abitanti censiti

### Etnie e minoranze straniere
Gli stranieri residenti a Nicolosi sono 321 e rappresentano il 4,3% della popolazione residente.
La comunità straniera più numerosa è quella proveniente dall'Albania con il 29,3% di tutti gli stranieri presenti sul territorio, seguita dalla Romania (18,1%) e dagli Stati Uniti d'America (16,2%).

### Religione
La religione più diffusa tra la popolazione di Nicolosi è il cattolicesimo, e le parrocchie che sorgono nel suo territorio fanno parte del XI Vicariato paesi zona del bosco dell'Arcidiocesi di Catania.
La cittadina ha come santo patrono principale Sant'Antonio da Padova e Sant'Antonio Abate (compatrono).

## Cucina
Nicolosi è rinomata per un pane nero realizzato con semola di segale: il pane nero di Immanu, il termine deriverebbe da irmana, irmanu, germanico che indica l'origine del cereale. Durante le carestie, per la natura rustica della specie, riusciva comunque a sfamare la popolazione. Nella seconda guerra mondiale la segale non era soggetta al razionamento per cui, sempre nelle aree etnee, si diffuse ampiamente. Probabilmente i primi semi vennero introdotti dalla Germania dagli stessi monaci Benedettini che intorno al XIV secolo avevano fondato il monastero di S. Nicolò:
(G. Quattromani - Itinerario delle due Sicilie – Prima edizione. Pag. 23. Reale Tipografia della Guerra, Napoli, 1837)
La gastronomia nicolosita tradizionale trae le proprie origini dalla cultura contadina ed è basata su piatti "poveri", semplici e genuini basati sulla agricoltura locale. Tra i primi piatti quindi caratteristiche le paste con i legumi (a pasta cch'i cicira, pasta con i ceci, per la festività di San Giuseppe), con il finocchietto selvatico, i broccoli (i vrocculi affucati), il cavolfiore, gli asparagi selvatici.
Tra i secondi menzioniamo il lacerto di vitello "aggrassato" (cotto lentamente con la cipolla ed il vino), 'u fassumauru (rollé di carne), l'agnello al forno ed i conigli selvatici in agrodolce.
Si preparano ovviamente pietanze a base dei funghi che si trovano nei boschi che circondano il paese.
Tipici i dolci alle mandorle e pistacchi, il torrone ed i torroncini morbidi, le rame (un biscotto dal cuore morbido al cacao, ricoperto da una glassa di cioccolato fondente, delicatamente speziato) e gli sciatori (dolce "cca liffia": una glassa al cioccolato), il sostanzioso biscotto preferito dagli escursionisti in partenza o di ritorno dall'Etna la cui invenzione è vantata però dai zafferanesi. Alla tradizione natalizia sono legate le raviole fritte ripiene di ricotta, le cassatele, le mostarde di fichi d'India, i mustazzoli ripieni. Sempre tipico dei paesi etnei ù ciciliu o "cuddura" (probabilmente dal greco antico κολλύρα (kollura) che significa corona e in origine sottolineava la forma del pane biscottato), legato alla festa pasquale. Si donava anticamente ai bambini come segno del Cristo risorto.

## Feste ed eventi
- dall'8 al 16 gennaio - Novena di preparazione alla festa liturgica di S. Antonio Abate.
- 16 e 17 gennaio - Festa Liturgica di S. Antonio Abate
- 19 febbraio - Festa di S. Antonio di Padova nell'anniversario del ritrovamento della lingua incorrotta del santo.
- 18 e 19 marzo - Festa di S. Giuseppe - Processione del fercolo con il Simulacro del Santo per le vie del paese, "Asta in Piazza" dei beni e primizie locali raccolti durante la processione.
- Pasqua - Domenica delle Palme (messa in piazza), "A troccula" suonata dai ragazzi delle due parrocchie (strumento che viene suonato per le vie del paese, anziché suonare le campane); processione del Cristo Morto e dell'Addolorata per le vie del centro storico e salita al Calvario (Venerdì santo); "A cascata da tila" in chiesa madre (notte del sabato santo - Veglia Pasquale).
- AscensiMe i quartieri: le Luminarie.
- Corpus Domini - Processione Eucaristica per le vie del paese, con soste nei tipici "Atareddi" (Altarini) allestiti nei quartieri.
- 12-13 giugno - Festa liturgica di S. Antonio di Padova. Svelata del simulacro del Santo, celebrazioni eucaristiche, benedizione del Pane e degli abiti votivi in chiesa madre.
- 31 maggio - Festa liturgica di Maria SS. delle Grazie.
- Prima domenica di luglio - Festa esterna di S. Antonio Abate (Processione delle Reliquie e del Simulacro del Santo, benedizione degli animali, "corsa alla Sciara" e benedizione degli automezzi).
- 15-16 luglio- Festa della Madonna del Carmelo nella chiesetta omonima (Esposizione del Simulacro), SS. Messe e benedizione degli "Abitini o Scapolari", in serata S. Messa solenne sul sagrato antistante con processione del Simulacro portato a spalla; Albero della cuccagna (la sera della Vigilia).
- luglio e agosto - Stelle e Lapilli - Manifestazioni estive organizzate dal Comune.
- Seconda domenica di agosto- Festa esterna di S. Antonio di Padova
- Prima domenica di settembre - Festa del Patrocinio della Madonna delle Grazie.
- settembre - Festa del pane
- 22-23 settembre - Celebrazioni in onore di S. Pio da Pietrelcina (Piazza Carmine).
- 25 settembre -Festa del Card. Dusmet in chiesa madre
- 1º novembre - Festa di Tutti i Santi - Processione delle Confraternite fino al cimitero con S. Messa conclusiva.
- 8 dicembre- Immacolata in chiesa madre.
- dal 16 al 24 dicembre - Novena di Natale alle 6.00 del mattino (chiesa madre).
- dicembre - Natale - Manifestazioni organizzate dal Comune
- 24 dicembre - Notte di Natale attorno al "Ceppo".

## Economia
L'economia del paese è sicuramente basata sull'agricoltura (si producono cereali, frumento, ortaggi, uva, olive, agrumi e altra frutta); oltre alla selvicoltura, si pratica anche l'allevamento di ovini con una piccola ma interessante produzione di formaggi di pecora (ricotta, tuma, primo sale, pecorino pepato). È presente una piccola industria costituita da aziende di piccole dimensioni che operano nei comparti: alimentare, metallurgico, dell'estrazione dell'argilla, della ghiaia e della sabbia vulcanica, nella produzione di inerti lavici per l'edilizia, nella lavorazione del basalto e del legno. Ultimo, ma che negli ultimi anni presenta il maggiore incremento, il settore del turismo che con diversi alberghi e ristoranti si rivolge sia al mercato locale che internazionale. Gran parte del territorio del comune è Parco dell’Etna la cui sede operativa si localizza proprio nell’area nord della città.

## Amministrazione
Di seguito è presentata una tabella relativa alle amministrazioni che si sono succedute in tempi recenti in questo comune.
| Periodo           | Periodo          | Primo cittadino     | Partito                              | Carica              | Note   |
| ----------------- | ---------------- | ------------------- | ------------------------------------ | ------------------- | ------ |
| 30 maggio 1985    | 22 maggio 1990   | Ascenzio Borzi      | Democrazia Cristiana                 | Sindaco             | [ 31 ] |
| 22 maggio 1990    | 16 maggio 1992   | Giuseppe Pappalardo | -                                    | Sindaco             | [ 31 ] |
| 11 luglio 1992    | 14 aprile 1993   | Nunzio Spampinato   | Democrazia Cristiana                 | Sindaco             | [ 31 ] |
| 21 settembre 1993 | 1º dicembre 1993 | Antonino Savarino   |                                      | Comm. straordinario | [ 31 ] |
| 1º dicembre 1993  | 1º dicembre 1997 | Ascenzio Borzì      | lista civica                         | Sindaco             | [ 31 ] |
| 1º dicembre 1997  | 28 maggio 2002   | Salvatore Moschetto | tendenti partito popolare italiano   | Sindaco             | [ 31 ] |
| 28 maggio 2002    | 15 maggio 2007   | Salvatore Moschetto | lista civica                         | Sindaco             | [ 31 ] |
| 15 maggio 2007    | 12 maggio 2012   | Antonino Borzì      | Democrazia è Libertà - La Margherita | Sindaco             | [ 31 ] |
| 27 maggio 2012    | 14 giugno 2017   | Antonino Borzì      |                                      | Sindaco             | [ 31 ] |
| 14 giugno 2017    | 13 giugno 2022   | Angelo Pulvirenti   | lista civica                         | Sindaco             | [ 31 ] |

### Gemellaggi
Nicolosi è gemellata dal settembre 2001 con Città Sant'Angelo, comune abruzzese della provincia di Pescara posto tra il mare Adriatico e le pendici dell'appennino abruzzese. Da questo gemellaggio ha preso vita nel 2003 la manifestazione Dall'Etna al Gran Sasso, che si tiene una settimana all'anno nel periodo estivo e nel quale è possibile osservare lo sfoggio di usi e costumi delle due popolazioni, contornate dall'esposizione dei loro prodotti tipici.

## Sport
Nella zona turistica di Nicolosi nord - Etna sud, esiste una stazione di sport invernali con piste per sci alpino e sci di fondo, e impianti di risalita più volte distrutti dalle eruzioni, ma poi sempre ricostruiti.
Meno praticato, ma presente lo sci alpinismo che consente la traversata tra i versanti Nord e Sud del vulcano muovendosi, quando le condizioni del vulcano lo consentono, a poche centinaia di metri dai crateri attivi.
Nella Pineta cartografata dei Monti Rossi è possibile praticare lo sport orientamento o Orienteering, corsa su strada o sterrato, nordic walkinkg, mountain biking, skiroll.
Tra le storiche associazioni sportive dilettantistiche di Nicolosi è da annoverarsi l'Unione Sportiva Nicolosi dedita da decenni allo sci di fondo ed allo ski roll, associazione della quale ha fatto parte il pluri-campione del mondo Alfio Di Gregorio, morto nel 2023).
Altra realtà è costituita dalla C & R Pallavolo Nicolosi, squadra di pallavolo femminile che partecipa a campionati giovanili ed al campionato Fipav.